# Helleia ferephlaeas
Helleia ferephlaeas är en fjärilsart som beskrevs av Hans-Joachim Hannemann 1931. Helleia ferephlaeas ingår i släktet Helleia och familjen juvelvingar. Inga underarter finns listade i Catalogue of Life.